# フランチェスカ・ネリ
フランチェスカ・ネリ（Francesca Neri、1964年2月10日 - ）はイタリア出身の女優である。

## 略歴
トレント出身。母親も女優。ローマの演劇学校で学んだ。1987年に映画デビュー。
俳優のクラウディオ・アメンドラとの間に息子が一人いる。

## 主な出演作品
- ルルの時代 Las Edades de Lulú  (1990)
- 愛よりも非情 ¡Dispara!  (1993)
- ライブ・フレッシュ Carne trémula  (1997)
- ハンニバル Hannibal  (2001)
- コラテラル・ダメージ Collateral Damage  (2001)
- ボローニャの夕暮れ Il papà di Giovanna (2008)